# Eleccions presidencials ruandeses de 1988
Les eleccions presidencials ruandeses de 1988 es van celebrar a Ruanda el 19 de desembre de 1988. El país tenia un sistema unipartidista en aquella època, amb el Moviment Republicà Nacional per la Democràcia i el Desenvolupament com a únic partit legal. El seu líder, el titular del càrrec, Juvénal Habyarimana, que havia assolit el poder en un cop d'estat el 1973, era l'únic candidat. Els resultats van mostrar el 99,98% dels vots a favor de la seva candidatura, per sobre del 99,97% a les eleccions de 1983.

## Resultats
| Opció                            | Vots | %     |
| -------------------------------- | ---- | ----- |
| A favor                          |      | 99,98 |
| En contra                        |      | 0,02  |
| Total                            |      | 100   |
| Font: African Elections Database |      |       |